# Cerkev Nanebevzetí Panny Marie (Roztoka)
Cerkev Nanebevzetí Panny Marie (ukrajinsky: Церква Введення Пресвятої Богородиці, rusky: Церковь Введения Пресвятой Богородицы) je dřevěná cerkev v obci Roztoka (Розтока), asi 10 km východně od města Volovec, v okrese Chust, v Zakarpatské oblasti Ukrajiny.
Cerkev je památka lemkovské dřevěné architektury nebo také verchovynského baroka.

## Historie
Byla postavena v 17. století jako cerkev bojkovského typu se třemi věžemi, prostřední byla nejvyšší. Podle legendy byla cerkev koupena a převezena z vedlejšího údolí z obce Studenyj. Svatyně byla přestavěna v roce 1759 na jednověžovou stavbu, s věží na západní části nad babincem. Datum přestavby dokládá vytesaný nápis nade dveřmi cerkve.  Přestavba byla ovlivněna uniatskou barokní modernizací. V roce 2001 farnost prodala původní neocenitelný ikonostas a mnoho ikon ze 17. století. Utržené peníze použili na vybudování nové cerkve, která byla postavena v letech 1993–1996. V roce 1998 v blízkosti nové svatyně byla postavena i nová zvonice, do které byly přeneseny zvonky ze staré zvonice. Původní svatyně byla opuštěna a začala chátrat. V roce 2005 byla opravena střecha.

## Architektura
Cerkev je dřevěná roubená orientovaná stavba na půdorysu obdélníku třídílná, dvousrubová, postavená z jedlových trámů. Nad babincem se tyčí štenýřová věž zakončená dvojitou barokní bání s lucernou. Výška věže byla 17 m, délka kostela 13,5 m. Šířka babince a lodi je stejná, čtvercové kněžiště je užší. V západním průčelí je (dříve otevřená) uzavřená veranda se čtyřmi sloupy s plochým stropem. Kolem cerkve obíhá pultová střecha posazená na dřevěných konzolách, které vystupují ze stěn. Chrám je zastřešen dvouhřebenovou sedlovou střechou, nad kněžištěm nižší. Střechy cerkve a stěny jsou pokryty dubovým šindelem. Loď a babinec mají plochý strop.

## Zvonice
U chrámu stojí samostatná dřevěná patrová zvonice na půdorysu čtverce z 18. století. Spodní část je roubená krytá obvodovou pultovou střechou. Tato část nemá nosnou funkci, je postavena kolem čtyř nosných štenýřů, které tvoří vyšší bedněnou hranolovou část. Zvonové patro má na každé straně dvě otevřená oblouková okna. Zvonice je zakončena nízkou osmibokou jehlanovou střechou, krytou šindelem.

## Galerie

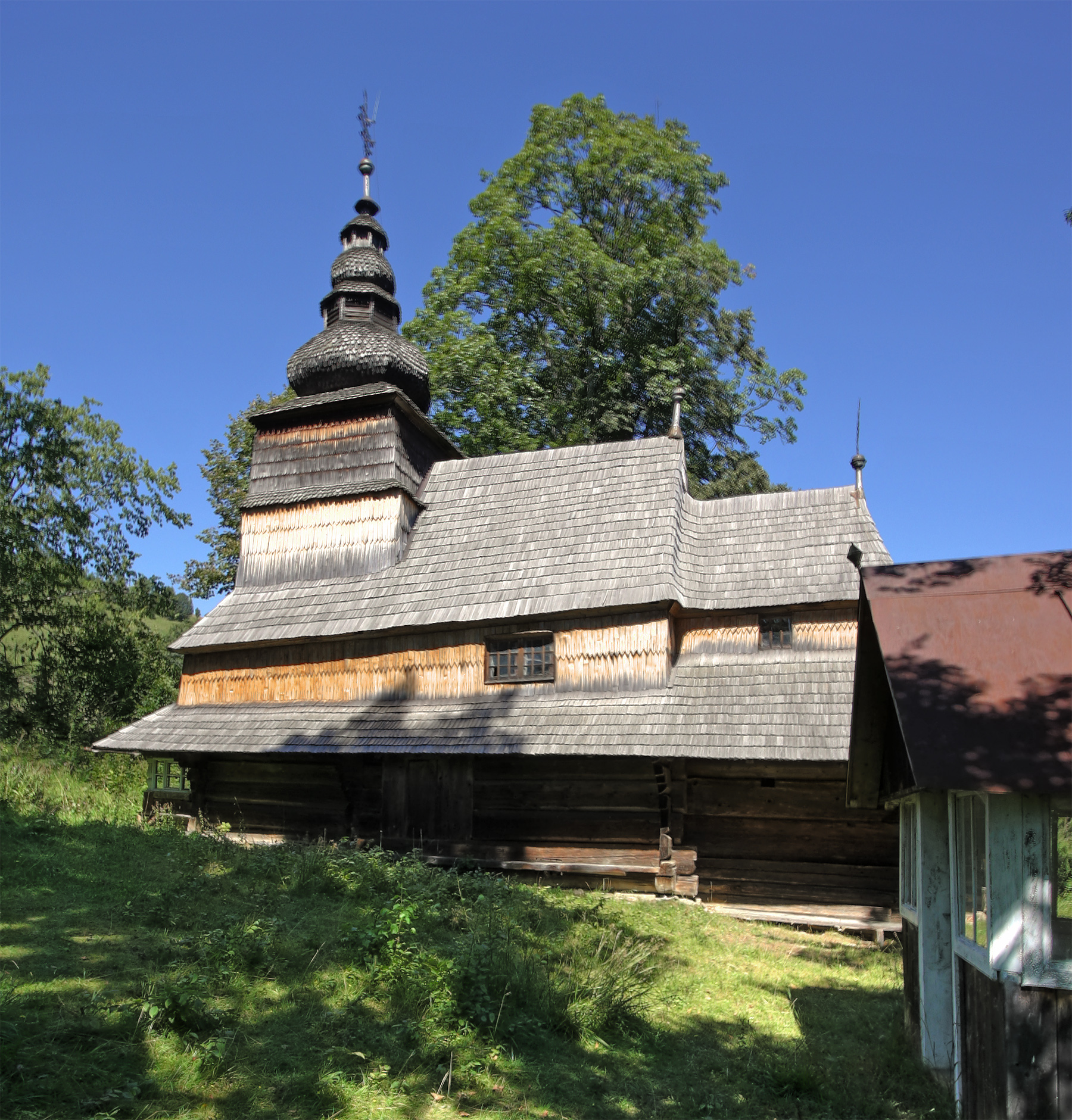
Cerkev
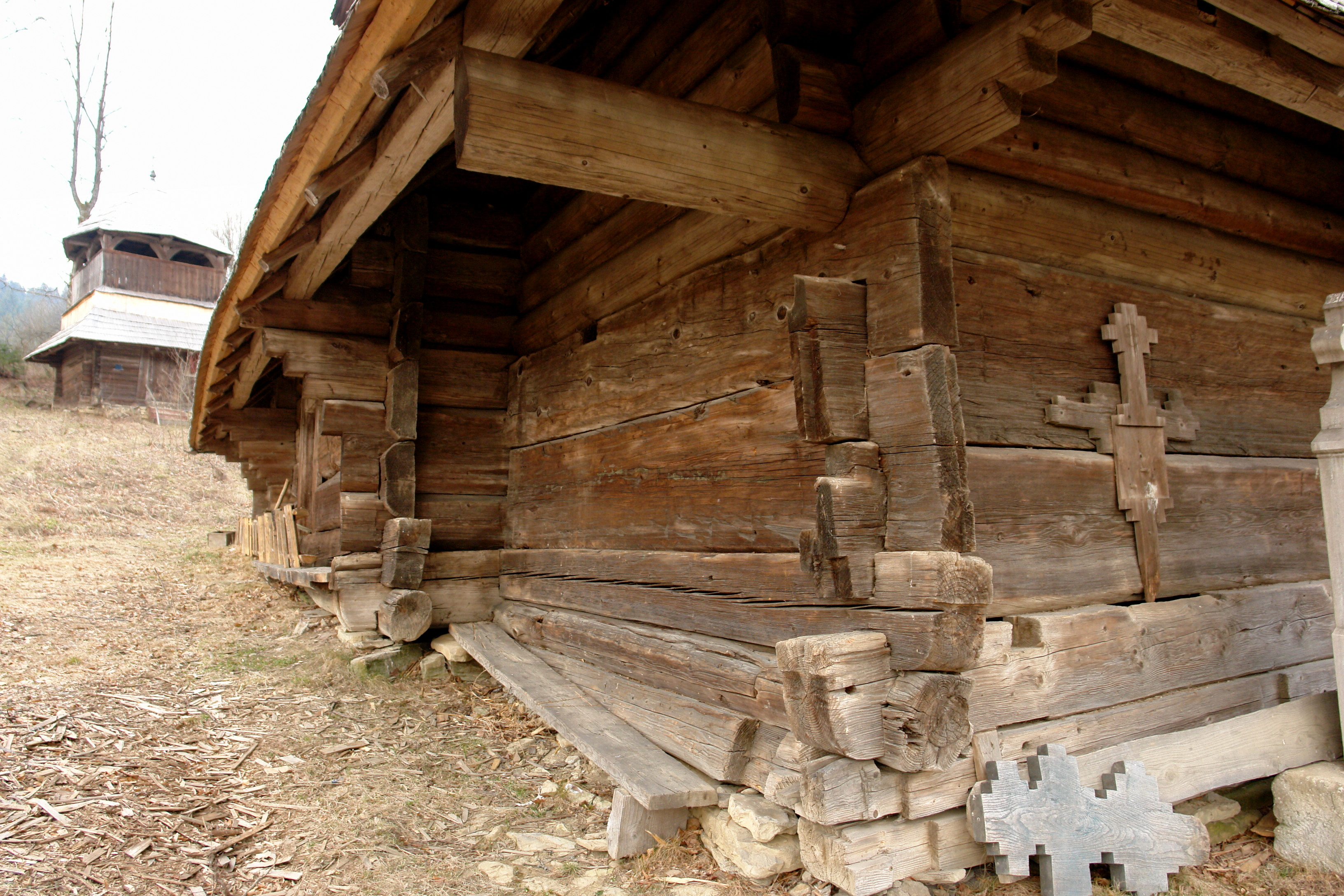
Detaily roubení
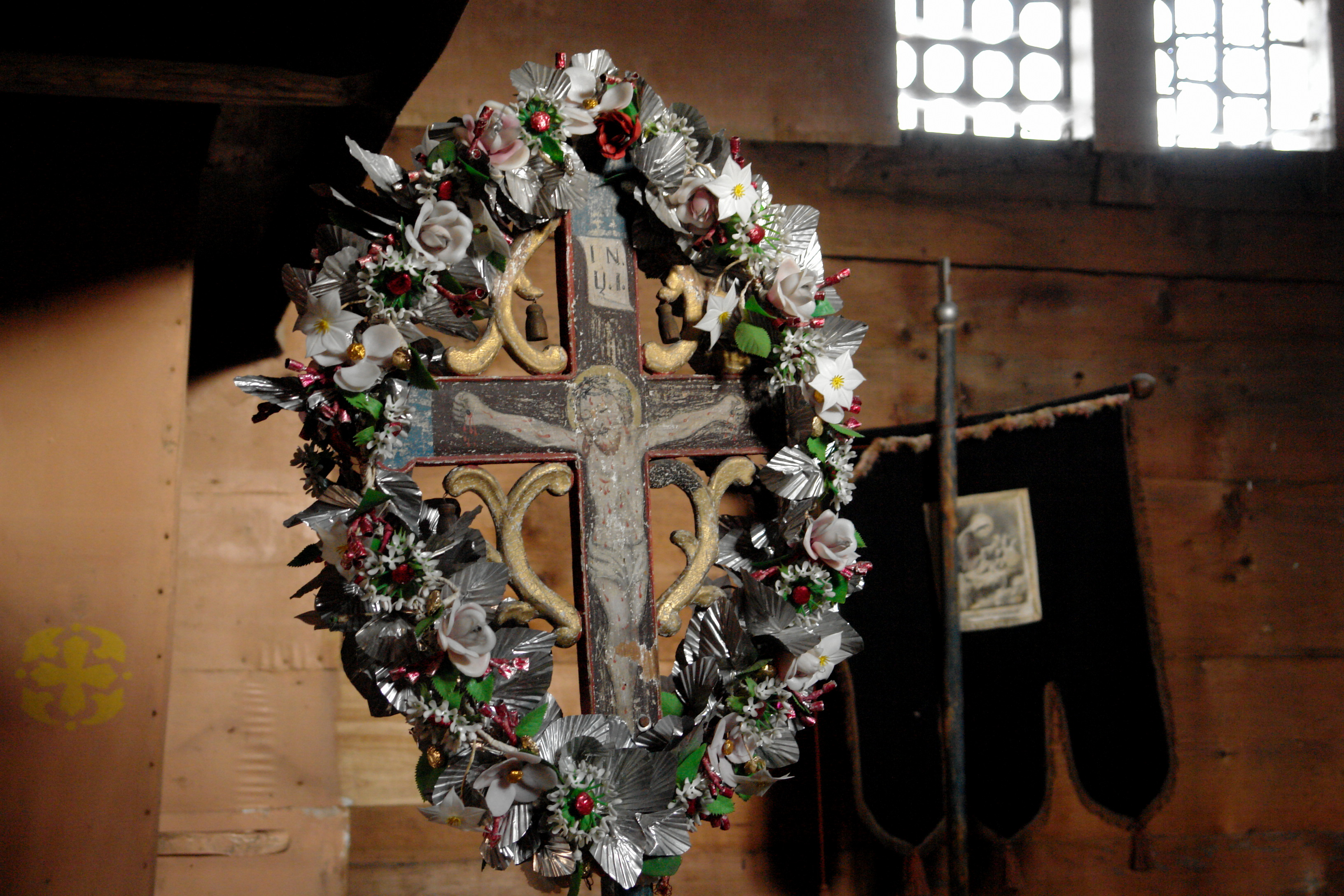
Interiér
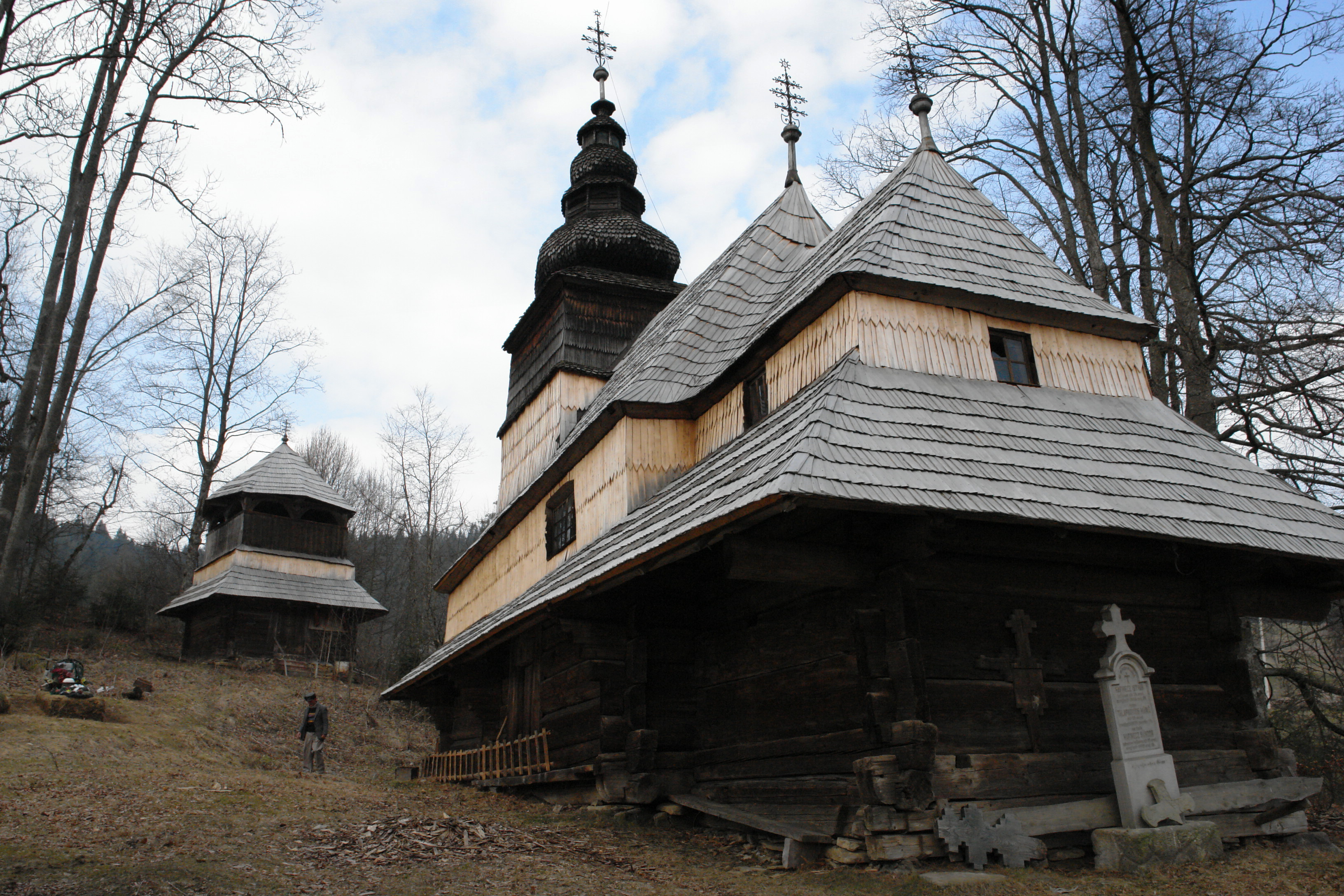
Zvonice a cerkev